# アンドルー・ボナー・ロー
アンドルー・ボナー・ロー閣下（英: Rt. Hon. Andrew Bonar Law, PC、1858年9月16日 – 1923年10月30日）は、イギリスの政治家。
1911年にアーサー・バルフォアが保守党党首を退任した後、代わって党首となった。第一次世界大戦中に成立した挙国一致内閣で閣僚職を歴任。戦後の1922年に保守党と自由党の大連立が解消されるとロイド・ジョージに代わって首相に就任したが、健康状態が芳しくなく、その翌年には辞職。スタンリー・ボールドウィンが代わって首相・保守党党首となった。

## 経歴

### 前半生
1858年9月16日、カナダのニューブランズウィック州レクストンでジェームズ・ロー(James Law)とその妻イライザ・ロー（Eliza Law、旧姓キッドストン(Kidston)、ウィリアム・キッドストンの娘）の息子として生まれる。父ジェームズは北アイルランド・アルスターの長老派教会の牧師だった。
グラスゴー高等学校を卒業後、グラスゴーの鉄鋼市場の仲買業者となる。保守党の社交界に出席するようになったが、社交界にあって社交活動に無頓着で禁酒主義者であったことが人々の注目を集め、保守党指導者としての道を開いたという。

### 政界へ

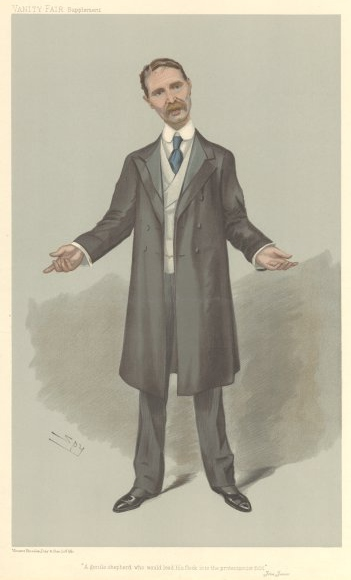
1905年3月2日の『バニティ・フェア』誌に描かれたボナー・ロー

1900年にグラスゴー・ブラックフライアーズ・アンド・ハッチンソンタウン選挙区から選出されて保守党の庶民院議員となる（1906年からダルウィック選挙区、1911年からブートル選挙区、1918年からはグラスゴー・セントラル選挙区から選出された）。
1902年から1905年にかけてアーサー・バルフォア内閣の商務庁政務次官を務めた。ボナー・ローはジョセフ・チェンバレンの提唱する関税改革論（保護貿易論）の熱心な支持者だった。
1905年に自由党が政権を獲得し、保守党は野党となった。1909年に自由党政権の財務大臣ロイド・ジョージが人民予算案を提出した際にはボナー・ローはこれを「社会主義予算」として厳しく糾弾し、その反対運動を主導した。

### 保守党庶民院院内総務に就任
1911年11月、保守党党首・保守党庶民院院内総務バルフォアが議会法可決などで高まっていた党内の不満を抑えるため役職を辞した。後任の党首は決まっておらず、ウォルター・ロングとオースティン・チェンバレンがその座をめぐって争い、党所属庶民院議員による投票が行われることになったが、結局この二人は党の分裂を恐れて共に投票から降りたため、二人に比べて影響力の劣るボナー・ローが満場一致で党庶民院院内総務に選出される事態となった。ただこの時点では党全体の党首ではなく、貴族院保守党は第5代ランズダウン侯爵ヘンリー・ペティ＝フィッツモーリスによって指導されていた。
1912年4月に提出されたアイルランド自治法案において、アルスターがアイルランド自治に含まれることに強く反対した。同年7月のブレナム宮殿での演説では「アルスターはどこまでも抵抗するだろうが、私はそれにいかなる援助も惜しまない」と述べ、アルスター義勇軍の武力抵抗運動を支持することを公然と表明している。この法案は貴族院で2度否決されたが、1914年に三たび庶民院で可決されると、1911年議会法に基づき貴族院の意向にかかわらず法案が成立される見通しとなった。
ボナー・ロー率いる保守党はアルスター抵抗運動を支持し続け、内乱の危機を煽ることで自由党政府に圧力をかけようとした。アイルランド自治を争点とする総選挙に持ち込めば勝算がある、という算段であった。自由党政権の首相アスキスは強硬な対抗手段を取らず、ボナー・ローとの交渉を試みたが、妥協にはいたらなかった。もっとも、アスキスも総選挙に応じず、保守党内でもオースティン・チェンバレンやF・E・スミスらが反発した。しかし1914年7月の第一次世界大戦の開戦でアイルランド自治法案を棚上げすることが自由党政府とボナー・ローの間で取り決められたことで、事態は沈静化した（アイルランド自治法自体は1914年9月に成立した）。

### 挙国一致内閣の閣僚
大戦の勃発のため、アスキス首相の求めに応じて戦時中は政党間論争を挑まないことを決定した。ただしこの段階ではまだ政府と保守党の連合が成ったわけではなく、あくまで休戦という消極的な関係に留まった。保守党平議員は自党の現状を「政治的軟禁状態」と考え、ボナー・ローの誓約に反発した。自由党政府の様々な失策の影響で1915年5月にその不満は爆発した。限界を感じたボナー・ローはアスキス首相と交渉して自由党と保守党の大連立の挙国一致内閣を成立させた。
挙国一致内閣の主導権は自由党が握っており、保守党はそれほど良い閣僚ポストの配分を受けられなかった。党首ボナー・ローも植民地大臣として入閣したに留まった。
その後徴兵制導入賛成でボナー・ローら保守党と自由党のロイド・ジョージの距離が縮まった。1916年12月にアスキスとロイド・ジョージが決裂するとロイド・ジョージを支持し、そのためにアスキスは総辞職することになった。1916年12月5日に国王ジョージ5世より組閣の大命を受けたが、アスキスとロイド・ジョージの支持が必要である旨奉答した。しかしアスキスはボナー・ローへの協力もロイド・ジョージへの協力も拒否していたため、結局大命を拝辞することになり、12月7日にロイド・ジョージが組閣の大命を受けることになった。
ロイド・ジョージ内閣は保守党との大連立を維持しつつ、自由党アスキス派が離反した内閣となった。そのため保守党が優位な内閣となった。ボナー・ローは財務大臣・庶民院院内総務として入閣し、また戦時内閣を構成する5人の閣僚の一人となった。
戦後の1918年12月14日に行われた解散総選挙は二大政党の枠組みではなく政府（ロイド・ジョージとボナー・ロー）が出した推薦状の有無で争うという異例の選挙となった（クーポン選挙）。
1919年には財務大臣から王璽尚書に転じる（庶民院院内総務には在職）。1921年3月には病気のため、政府役職・党役職を共に辞した。

### 短期間の首相在職

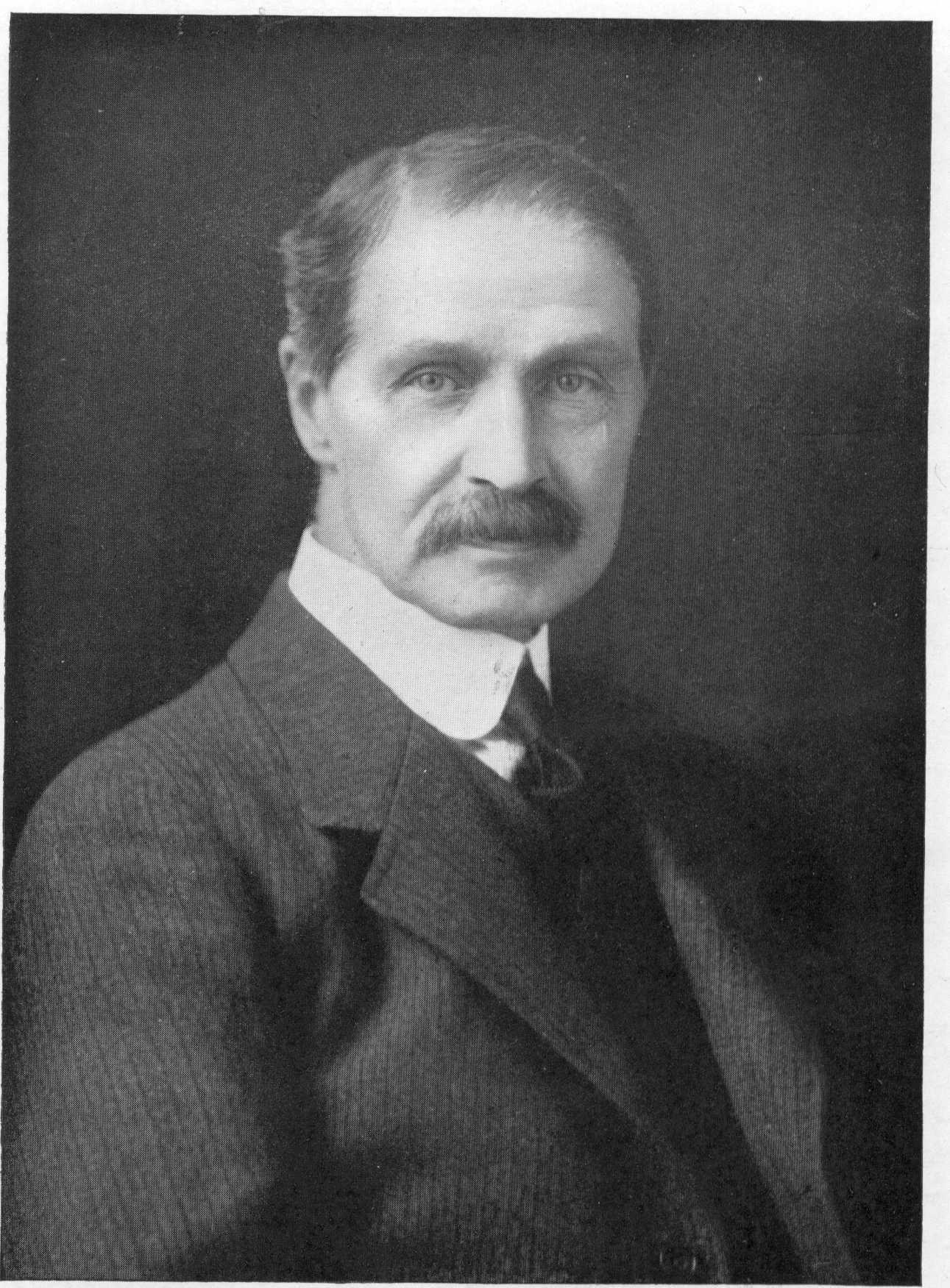
1922年のボナー・ロー

ボナー・ローの後任の保守党党首にはオースティン・チェンバレンが就任した。彼は保守党内で大連立解消論が高まる中で挙国一致内閣の維持を主張し続けた。しかし解消機運を抑えきれず、1922年10月19日にはカールトン・クラブでスタンリー・ボールドウィンが提案した議案について保守党議員の採決で大連立解消が決議されるに至った。この決議はボナー・ローの大連立反対演説に影響を受けていた。これによりロイド・ジョージとチェンバレンはそろって辞職に追いやられた。
代わってボナー・ローが保守党党首に選出された。1922年10月23日午後5時30分には国王ジョージ5世より組閣の大命を受けた。内閣成立直後に解散総選挙を行って安定多数を確保した。しかし有力保守党議員の多くがチェンバレンに従っていたため、あまり強力な内閣は作れなかった。
首相在任中、ボナー・ローの体調は悪化を続け、1923年4月末には医師の勧めで航海の旅に出た（この間はカーゾン卿を首相代理、スタンリー・ボールドウィンを庶民院院内総務とした）。しかし帰国後も体調は回復しなかった。1923年5月に咽頭癌との診断を受けたため、5月20日に首相職を辞することになった。在職わずか7ヶ月の首相であった。
退任から間もない1923年10月30日にロンドンで喉癌のために死去した。

## 栄典

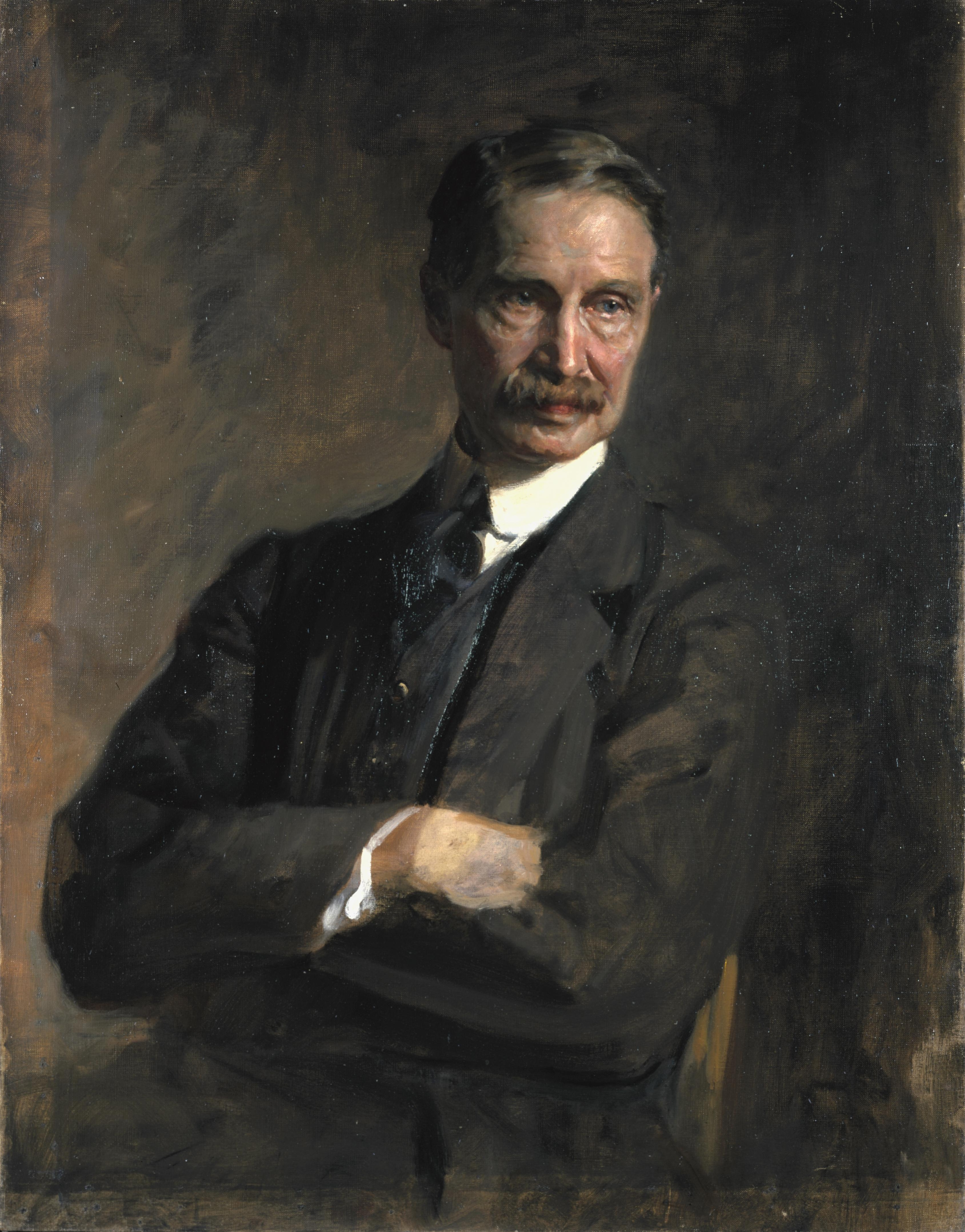
ボナー・ローの肖像画（ジェイムズ・ガスリー画）

- 1911年7月5日、枢密顧問官（PC）[36]

## 家族
1891年3月24日にアニー・ピトケアン・ロブレイ（Annie Pitcairn Robley、ハリントン・ロブレイの娘）と結婚し、彼女との間に以下の7子を儲けた。
- ジェームズ・キッドストン（James Kidston、1893年 – 1917年） - 第一次世界大戦の第二次ガザの戦い（英語版）で戦死
- 男子 - 死産
- イザベル・ハリントン（Isabel Harrington、1896年 – 1969年） - フレデリック・サイクス（英語版）少将と結婚。
- チャールズ（1897年 – 1917年） - 第一次世界大戦で戦死
- ハリントン（Harrington、1899年 – 1958年） - 海軍軍人
- リチャード（英語版）（1901年 – 1980年） - 政治家、初代コルレーン男爵
- キャサリン・イーディス・メアリー（Catherine Edith Mary、1906年 – 1992年） - ケント・コルウェル、ついで初代アーチボルド男爵（英語版）と結婚。